# Noltea
Noltea es un género monotípico de arbusto de la familia Rhamnaceae. Su única especie, Noltea africana (L.) Rchb. f., es originaria de Sudáfrica.

## Descripción
Es un árbol pequeño, que alcanza un tamaño de 4 metros; es un endemismo de Sudáfrica, donde crece al lado de los ríos y en los márgenes de bosques montanos. Tiene pequeñas flores blancas, ligeramente fragantes y cuando se hace más grande toma una forma de sauce, con ramas ligeramente lloronas. Las hojas son largas y dentadas y el crecimiento de joven es de color púrpura.

## Usos
El follaje  se puede utilizar para producir una espuma jabonosa para la limpieza, y este árbol también tiende a crecer convenientemente cerca de ríos y lagos.

## Taxonomía
Noltea africana fue descrito por (Linneo) Rchb.f. y publicado en Catalogus horti academici vindobonensis 2: 385, en el año 1842.
Sinonimia
- Ceanothus africanus L. basónimo[4]